# Арпіно
Арпіно (італ. Arpino) — муніципалітет в Італії, у регіоні Лаціо,  провінція Фрозіноне.
Арпіно розташоване на відстані близько 100 км на схід від Рима, 23 км на схід від Фрозіноне.
Населення — 7286 осіб (2014).
Щорічний фестиваль відбувається 10 грудня. Покровитель — Madonna di Loreto.

## Демографія
Населення за роками:

Станом на 1 січня 2023 року в муніципалітеті офіційно проживало 177 іноземців з 29 країн, серед них 76 громадян країн Євросоюзу та 14 громадян України.

## Сусідні муніципалітети
- Броккостелла
- Казалаттіко
- Казальв'єрі
- Кастеллірі
- Фонтана-Лірі
- Фонтек'ярі
- Ізола-дель-Лірі
- Монте-Сан-Джованні-Кампано
- Сантопадре
- Сора